# Union française pour le suffrage des femmes

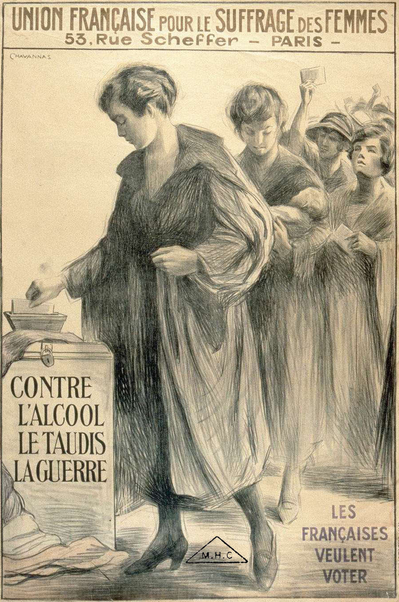
Union française pour le suffrage des femmes 1909 poster

Union française pour le suffrage des femmes eller UFSF var en riksorganisation för kvinnlig rösträtt i Frankrike, aktiv mellan 1909 och 1945.
Föreningen grundades av en grupp feminister under ledarskap av Jane Misme och Jeanne Schmahl. Den förespråkade lagliga metoder, en gradvis reform och samarbete med myndigheterna, i kontrast till den mer aktivistiska rörelsen under Hubertine Auclerts Suffrage des femmes. Den upphörde med sin aktivitet under första världskriget i solidaritet med regeringen, som föreslog kvinnlig rösträtt för parlamentet 1919. Denna reform blev dock blockerad i senaten sex gånger mellan 1919 och 1936, och under en tid tillgrep föreningen därför mer aggressiva metoder och samarbete med Louise Weiss mer militanta rörelse Les femmes nouvelles. 